# Crkva sv. Đorđa u Metkoviću
Crkva sv. Đorđa (Crkva Svetog Velikomučenika Georgija) pravoslavna je crkva u Metkoviću. Nalazi se u starom dijelu Metkovića, na brdu Predolac. Izgrađena je na mjestu crkve građene od 1847. do 1852. Križnoga je tlocrta, u unutrašnjosti presvođena bačvastim svodom, a na sjecištu glavnog broda i transepta natkrivena kupolom. Uz crkvu se nalazi pravoslavno groblje i kuća za potrebe svećenika.